# Archäologisch-historisches Museum Głogów

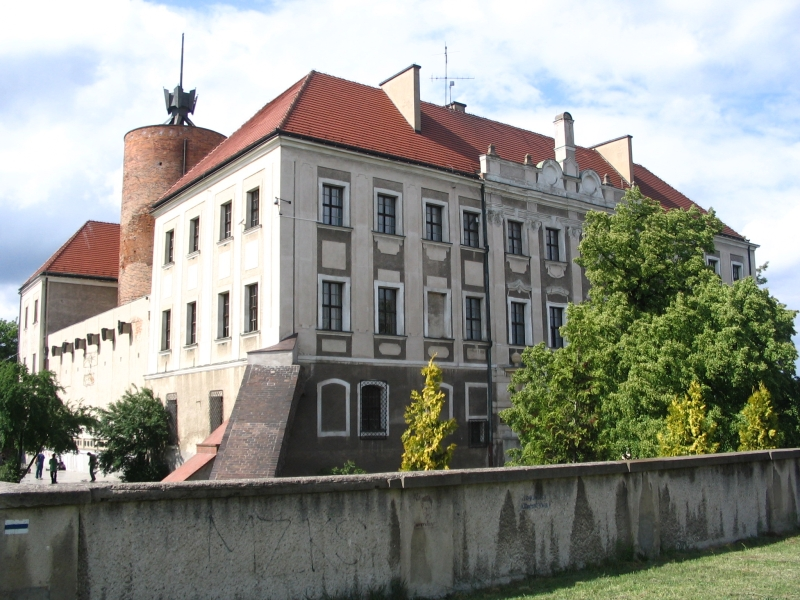
Ansicht des Museums

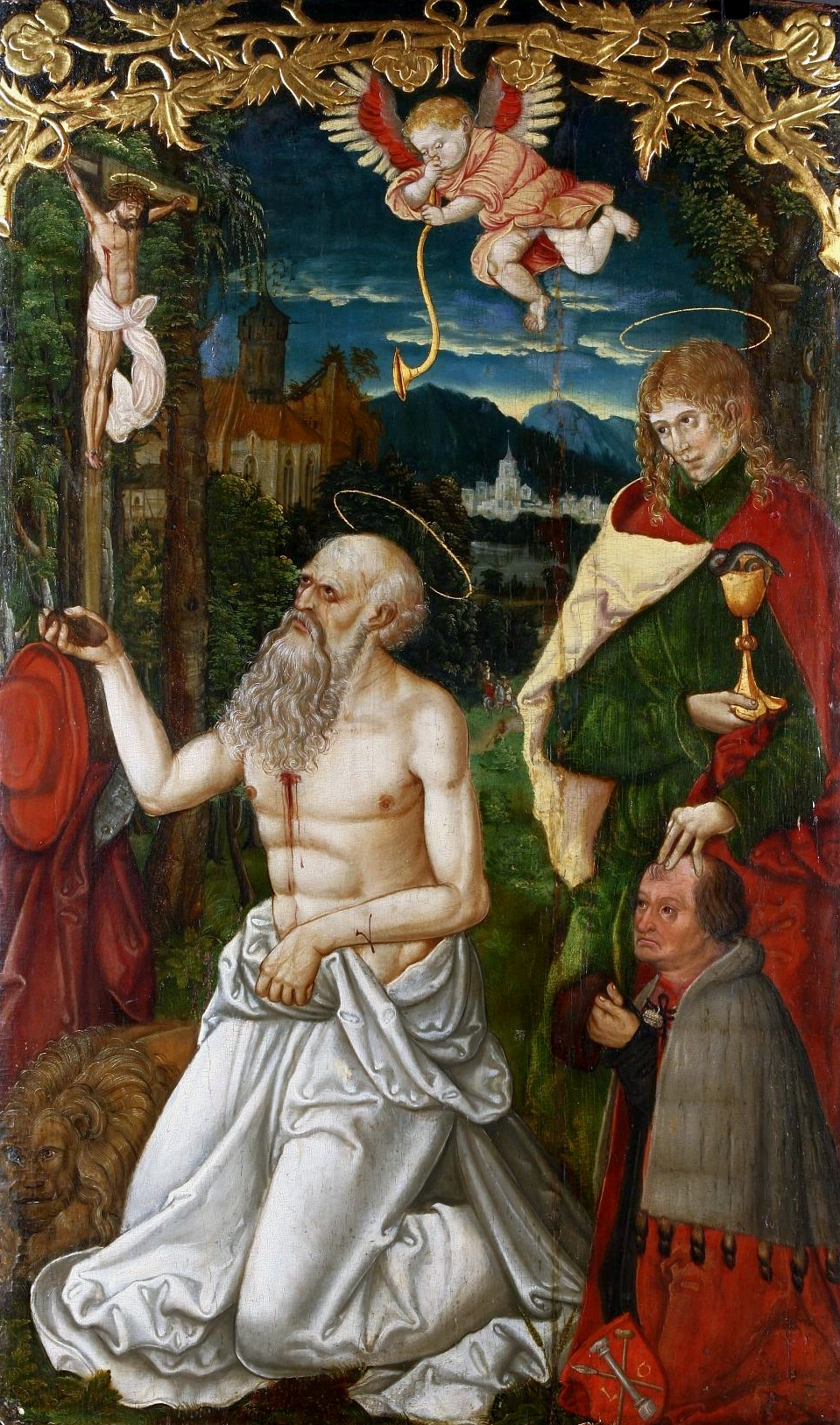
Lukas Cranach der Ältere: Hl. Hieronymus

Das Archäologisch-historische Museum Głogów (polnisch Muzeum Archeologiczno-Historyczne w Głogowie) ist eine kulturelle Einrichtung in Głogów (Glogau) in der Woiwodschaft Niederschlesien in Polen. Das 1967 gegründete Museum befindet sich derzeit im Schloss Glogau.

## Geschichte und Bestände
Das Museum ist 1965 aus einer privaten Sammlung hervorgegangen. 1983 kehrte das Museum ins Schloss zurück, nachdem es während dessen Rekonstruktion in ein anderes Gebäude ausweichen musste. Es verfügt über Außenstellen im Stadtgebiet.
Zu den etwa 40.000 Exponaten gehört ein Gemälde des Kirchenvaters Hieronymus von Lucas Cranach dem Älteren, zahlreiche mittelalterliche Münzen aus Niederschlesien, Waffen, Karten, Kupferstiche und Drucke, Goldschmiedearbeiten sowie andere Kunstgegenstände, die einen Bezug zur Stadt und Region haben. 